# Pointe de la Galise
La pointe de la Galise est un sommet des Alpes grées culminant à 3 343 ou 3 346 mètres d'altitude. Il est accessible depuis la France par le refuge de Prariond (2 324 m) ou depuis l'Italie par le refuge Jean-Frédéric Benevolo (2 287 m), à l'alpe de Lavassey (commune de Rhêmes-Notre-Dame), dans le haut val de Rhêmes en Vallée d'Aoste.

## Géographie
Elle domine le cirque des sources de l'Isère, au-dessus des gorges de Malpasset et Val-d'Isère. Elle donne sur le glacier de Bassagne du côté français et le glacier de Lavassay sur le côté italien qui est drainé par la Doire de Rhêmes, appartenant au bassin du Pô par la vallée d'Aoste.
Elle siège dans la partie centrale  du parc national de la Vanoise.
Du cairn sommital, la vue porte sur la Grande Motte et la Grande Casse en Vanoise à l'ouest avec la Grande Sassière, le col de l'Iseran au sud et la Vallée d'Aoste au nord, avec au fond, le Grand Paradis, le mont Blanc et le mont Rose.

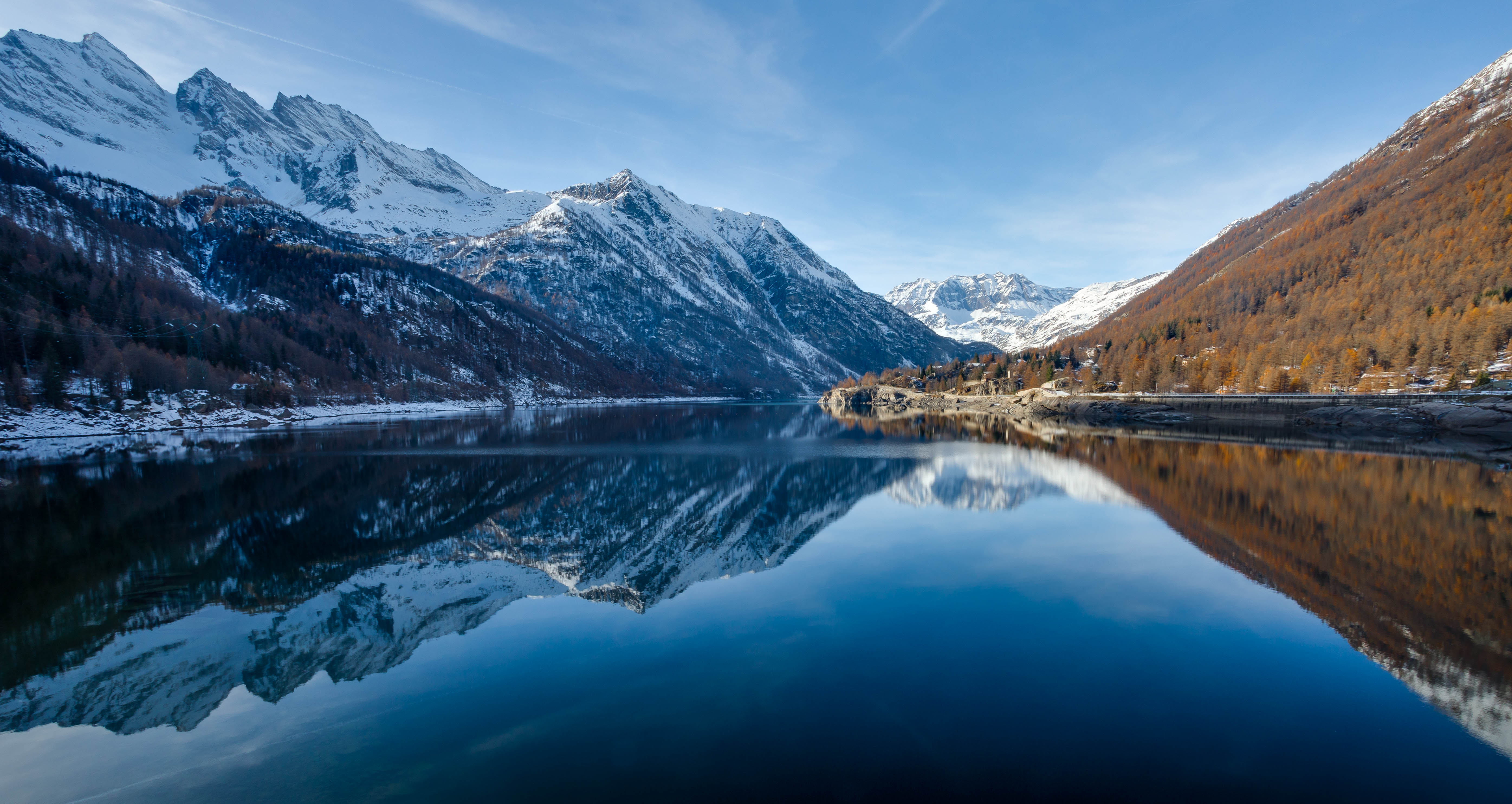
Vue de la Levanna (à gauche) et de la pointe de la Galise (arrière-plan, au centre).

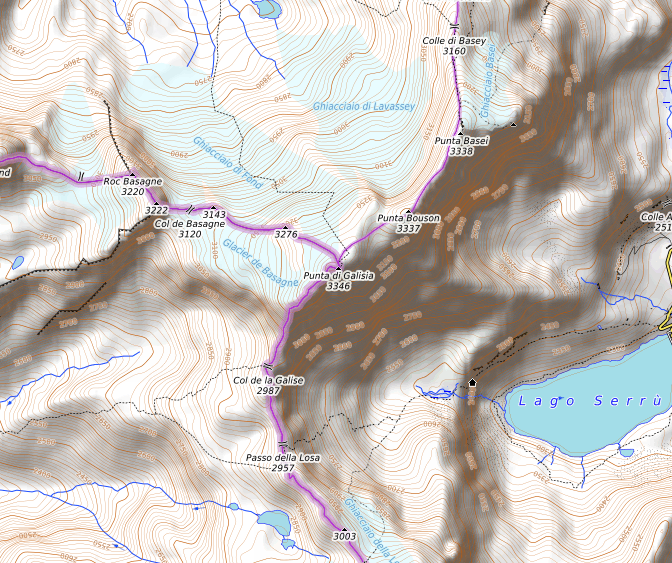
Carte topographique.